# Djirack
Djirack est un village du Sénégal situé en Basse-Casamance, le long de la frontière avec la Guinée-Bissau. Il fait partie de la communauté rurale de Santhiaba Manjacque, dans l'arrondissement de Kabrousse, le département d'Oussouye et la région de Ziguinchor.
Lors du dernier recensement (2002), la localité comptait 663 habitants et 92 ménages.